# Rag
Az alaktanban használt rag terminus olyan szuffixumtípust, azaz szótő vagy más szuffixum mögé helyezett toldalékot nevez meg, amely mögött már nem állhat más toldalék. A ragok inflexiós toldalékok, azaz nyelvtől függően, a változtatható alakú szófajok különböző nyelvtani kategóriáit kifejező kötött morfémák. Ezzel mondattani viszonyokat fejeznek ki, például az eseteket kifejező ragok, melyek tipikus morfémái lehetnek a névszók által kifejezett mondatrészeknek, és/vagy az egyeztetésben van szerepük, például a mutató névmás esetben való egyeztetésében a főnévvel, vagy az ige személyben való egyeztetésében az alannyal.

## Rag és nyelvtípus
Nem minden nyelv használ toldalékokat általában, tehát ragokat sem. Ilyenek az izoláló nyelvek (a kínai, a vietnámi stb.). Jellegzetesen az agglutináló nyelvek (finnugor nyelvek, török nyelvek stb.) és a flektáló nyelvek (indoeurópai nyelvek, sémi nyelvek stb.) használnak ragokat, de vannak különbségek közöttük abban, hogy hány kategóriát fejez ki egy rag, mely kategóriákat fejeznek ki ragok, és milyen mértékben használják őket más nyelvtani eszközökhöz viszonyítva.

### Rag és agglutinálás vs. flektálás
Az agglutináló nyelvekben az a jellegzetes a flektálókkal ellentétben, hogy legalábbis egyes szófajok esetében egy inflexiós toldalék csak egy nyelvtani kategóriát fejez ki. A névszók területén ez a különbség éles például a latin (flektáló nyelv) és a magyar (agglutináló nyelv) között. Az előzőben például a terras ’földeket’ szóban az -as rag egyszerre fejezi ki a nemet (nőnem), a számot (többes) és az esetet (tárgyeset). Ezzel szemben a magyarban, leszámítva azt, hogy nincs meg benne a grammatikai nem kategóriája, rag csak a -t, mely csak az esetet fejezi ki, miközben a számot más toldalék, a jelnek nevezett -k fejezi ki. A magyar nyelv esetében a névszókhoz csak a tárgyrag és a határozóragok járulnak.
Egy másik ragkategória a személyragoké, melyek az igére jellemzők, és ezek esetében már nincs meg az a különbség a magyar és a flektáló nyelvek között, mint a névszókéban, ugyanis a magyar személyrag sem csak a személyt fejezi ki. Például a látom -m ragja egyszerre három kategóriára utal: a számra, az alany grammatikai személyére, valamint arra, hogy az igének határozott tárgya van, beleértve ennek személyére.
Nem minden nyelvben ragok fejeznek ki bizonyos kategóriákat. Amint fentebb látható, a névszó számát a latinban rag fejezi ki, de a magyarban másféle szuffixum, mégpedig jel. A magyarban rag is kifejezi azt, hogy az igének határozott tárgya van, de más nyelvekben csak a tárgyként használt főnév egyes determinánsai vagy a tárgyat esetleg kifejező névmás típusa teszi ezt: (magyarul) látom a földeket vs. (franciául) je vois les terres, látom őket vs. je les vois.

### Rag és szintetizmus vs. analitizmus
A ragok szerepének arányát egyéb grammatikai eszközökhöz viszonyítva a nyelvekre használt „szintetikus”, illetve „analitikus” jelzőkkel fejezik ki a kontrasztív nyelvészetben. Minél szintetikusabb egy nyelv, annál nagyobb a ragok szerepe, ami az általuk kifejezett nyelvtani kategóriák és mondattani viszonyok számában nyilvánul meg, és fordítva, minél analitikusabb egy nyelv, annál kisebb ez a szerep.
Flektáló nyelvek között, olykor egyazon nyelvcsaládba tartozók között is nagy különbségek vannak a ragok használatának arányában. Egyes nyelvek történetében az tapasztalható, hogy szintetikus jellegük fokozatosan leépült az analitizmus javára.
Például az indoeurópai nyelveket külön-külön vizsgálva megfigyelhető, hogy mai állapotukban nagyon különböző mértékben maradt fenn a névszóragozás. Például a legtöbb mai szláv nyelvnek (orosz, szerb stb.) viszonylag gazdag az esetragozása. A germán nyelvek közül a németben fejlettebb a névszóragozás, mint az angolban, melyben csaknem teljesen kihalt az óangol nyelvhez viszonyítva.
A latinban a főnévnek hat esete volt, az ófranciában már csak kettő, és a mai újlatin nyelvek többségében már egy sem. Csupán a román nyelvben maradt fenn több a névszóragozásból.
Amilyen mértékben csökkent a mondattani funkciók kifejezése az esetragok segítségével, olyan mértékben nőtt benne az elöljárószók szerepe, például a birtokos kifejezésében: (franciául) la maison du père ’az apa háza’ (a határozott névelővel egybeolvadt de elöljáróval) vs. (románul) casa tatălui (a birtokos eset ragjával ellátott határozott végartikulussal). Az esetragok szerepét átvette a szórend is. A latinban úgy az alanyesetet, mint a tárgyesetet ragok fejezték ki, ezért egy olyan mondat megfelelőjét, mint ’A farkas megeszi a bárányt’ két szórenddel lehetett kifejezni (Lupus est agnum vagy Agnum est lupus), de a franciában ragok hiányában nem lehet felcserélni az alany és a tárgy helyét egyéb változtatások nélkül.
Az igeragozás is az analitizmus felé fejlődött az újlatin nyelvekben. A latinban ragokkal fejezték ki a szenvedő igenemet, de mindegyik újlatin nyelvben ez analitikusan van kifejezve: (latinul) laudatur vs. (románul) este lăudat (szó szerint ’dicsérve van’). Az igeragozás leépülése jól észlelhető például a francia nyelvben. Ebben a helyesírás láttatja a múltbeli nagyobb szerepét azzal, hogy például kijelentő mód jelen időben, ragozási osztálytól függően a beszédben három vagy négy személyben az ige egyformán hangzik, de írásban négy vagy öt különböző rag jelenik meg. Az angolban még inkább leépült az igeragozás: néhány ige kivételével kijelentő mód egyszerű jelen időben csak az egyes szám harmadik személyt fejezi ki rag, úgy a beszédben, mint az írásban. Ezért ezekben a nyelvekben a felszólító módon kívül csaknem mindig kötelező lett az alany külön szóval való kifejezése.
Amint a fentiekből látszik, egy-egy ragozási paradigmában előfordul, hogy nem mindegyik alakot különböztet meg rag. A rag nélküli alakok esetében -∅ (nulla) ragról szoktak beszélni. Előfordul ilyen nem csak analitikusnak titulált nyelvekben is. A magyarban nulla ragja van például az igék többségének kijelentő mód egyes szám harmadik személyben. Olyan esetek is vannak, amikor a rag elhagyható anélkül, hogy ez ártana a megfelelő mondattani viszony kifejezésének. Példa erre a magyarban az egyes szám 1. és 2. személyű birtokos személyjellel ellátott főnév tárgyesetének kifejezése egyes esetekben, pl. Keresem a ceruzám(at).